# Oranje (Drenthe)
Oranje is een streekdorp in de gemeente Midden-Drenthe, in de Nederlandse provincie Drenthe. Het is gelegen aan het Oranjekanaal tussen Hijken en Smilde.
Oranje is gesitueerd rond een voormalige aardappelzetmeelfabriek van Avebe die in het midden van de jaren tachtig sloot.

## Speelpark, vakantiepark en asielzoekers
Van juli 1992 t/m september 2015 was Speelstad Oranje in de voormalige zetmeelfabriek gevestigd. Naast Speelstad Oranje was er het bungalowpark Vakantiepark Oranje. Succes van dit vakantiedorp bleef echter achter bij dat van de overdekte speelstad. Vooral na de kredietcrisis van 2008 ging de loop eruit. In oktober 2014 vond eigenaar Hennie van der Most een nieuwe bestemming: hij verhuurde het vakantiepark aan het COA om er asielzoekers in onder te brengen.
Toen er bij de Europese vluchtelingencrisis van 2015 tienduizenden asielzoekers naar Nederland kwamen, koos het COA Oranje uit voor noodopvang. Er waren toen 700 asielzoekers ondergebracht in huisjes van Vakantiepark Oranje en het COA sprak met Van der Most af dat er nog 700 bij zouden komen. De bekendmaking hiervan op 6 oktober 2015 leidde tot onrust onder de bewoners. Protesten tijdens een bezoek van staatssecretaris Dijkhoff haalden het landelijke nieuws. Uiteindelijk kwamen er 103 extra vluchtelingen, die uiterlijk 13 november 2015 zouden vertrekken. In juni 2017 is het asielzoekerscentrum opgeheven.

## Omgeving
Nabij Oranje ligt het Hijkerveld. Ten westen van dit natuurgebied ligt het Diependal. Voorheen vloeivelden van de aardappelzetmeelfabriek, tegenwoordig is het voor het publiek gesloten natuurreservaat. Op dit terrein is de vogelkijkhut Diependal gelegen. Hier worden veel waarnemingen van zeldzame vogels gedaan.

## Trivia
- Het dorp Oranje moet niet verward worden met Oranjedorp, een ander langs het Oranjekanaal gelegen dorp in de Nederlandse provincie Drenthe, gemeente Emmen.

Hoofdplaats: Beilen

Overige kernen: Alting · Balinge · Beilervaart · Bovensmilde · Brunsting · Bruntinge · De Polle · Drijber · Elp · Eursing · Eursinge · Garminge · Hijken · Hijkersmilde · Holthe · Hoogersmilde · Hooghalen · Klatering · Laaghalen · Laaghalerveen · Lieving · Lievingerveld · Makkum · Mantinge · Nieuw-Balinge · Norgervaart (deels) · Oosthalen · Oranje · Orvelte · Smalbroek · Rheeveld · Smilde · Spier · Terhorst · Westerbork · Wijster · Witteveen · Zuidveld · Zwiggelte

Drenthe: Steden en dorpen      Nederland: Provincies · Gemeenten